# Список мікропроцесорів AMD
У даній статті наведено список AMD мікропроцесорів, відсортованих за поколінням та роком виробництва. Якщо це доречно і доволі значимо, то в дужках вказані маркування процесора (його версій).

## Процесори із власною архітектурою AMD

### СеріяAm2900(1975)
- Am2901 4-бітний АЛП
- Am2902 Мікросхема блоку прискореного переносу
- Am2903 4-бітний АЛП, з апаратною підтримкою множення
- Am2904 Контролер стану та зсуву
- Am2905 Шина трансівера
- Am2906 Шина трансівера з контролем парності
- Am2907 Шина трансівера з контролем парності
- Am2908 Шина трансівера з контролем парності
- Am2909 4-розрядний секційний контролер адреси
- Am2910 12-розрядний контролер адреси
- Am2911 4-розрядний секційний контролер адреси
- Am2912 Шина трансівера
- Am2913 Схема-розширювач пріоритетних переривань
- Am2914 Контролер пріоритетних переривань

### 29000 (29K) (1987–95)

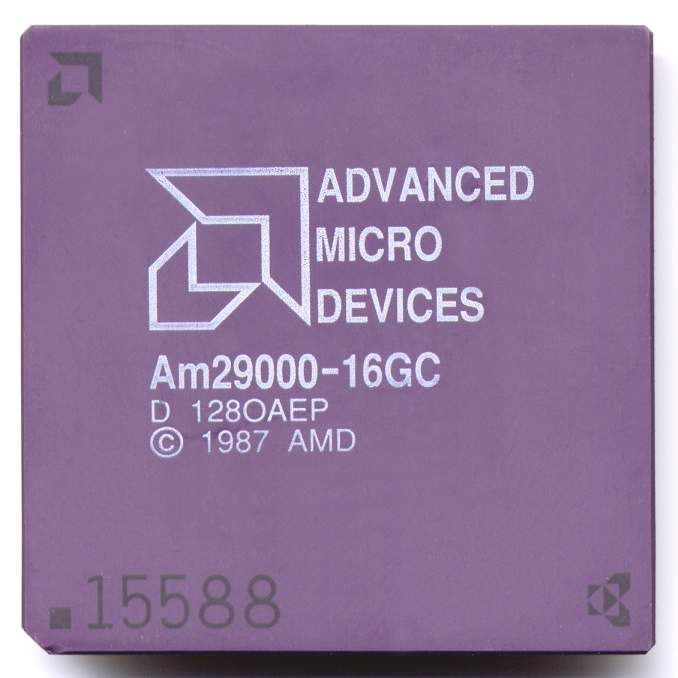
Am29000

- AMD 29000 (також відомий як 29K) (1987)
- AMD 29027 математичний співпроцесор
- AMD 29030 модернізований Am29000 з інтегрованим 2-х канальним асоціативним кешом об'ємом 8 Кб
- AMD 29030 спрощена версія процесора AMD 29030 із 4 Кб кешу
- AMD 29050 із вбудованим математичним співпроцесором (1990)
- AMD 292xx процесори та контролери для вбудованих систем

## Процесори із архітектурою x86

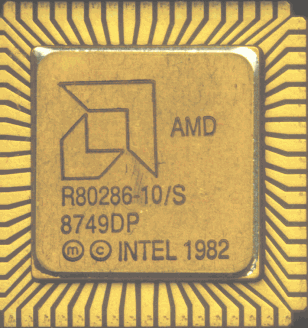
AMD-R80286-10

### Процесори, випущені за ліцензієюIntel(1979–91)
- 8086
- 8088
- Am286 (аналог 80286, не належав до серії Amx86 процесорів)

### Лінійка Amx86 (1991–95)
- Am386 (1991)
- Am486 (1993)

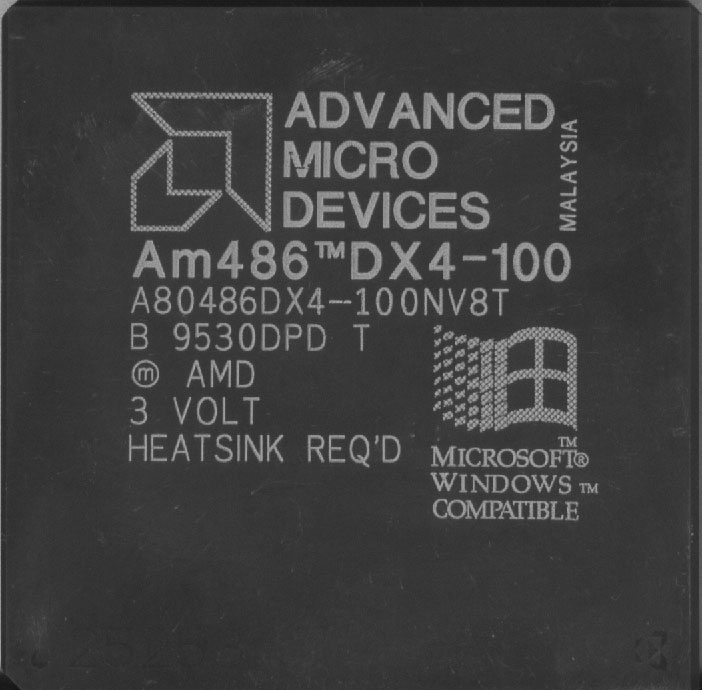
Am486DX4

- Am5x86 (сумісні з процесорами 486 лінійки) (1995)

### Процесори лінійкиK5(1995–97)

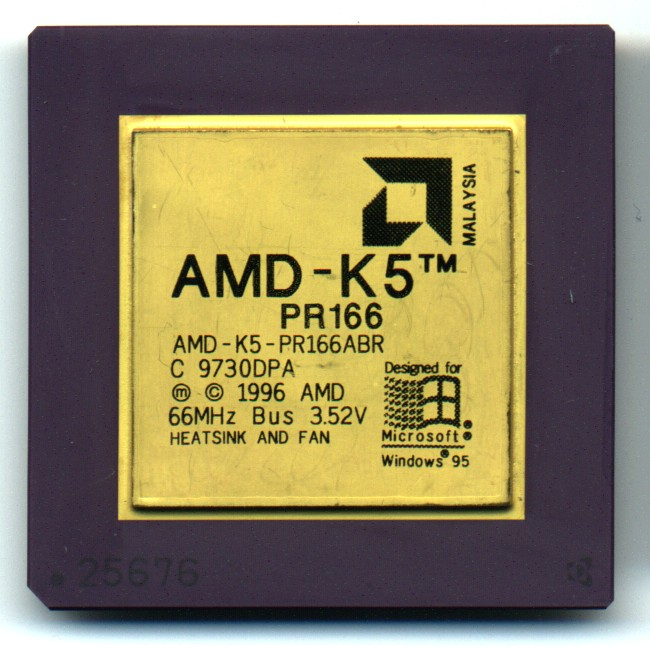
K5

- AMD K5 (SSA5/5k86)

### Процесори лінійкиK6(1997–2001)

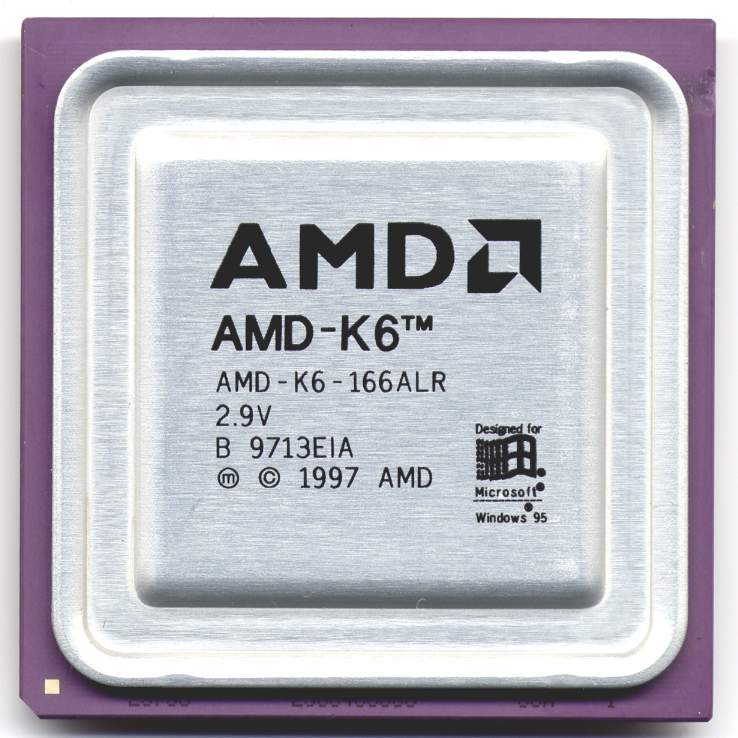
K6

- AMD K6 (NX686/Little Foot) (1997)
- AMD K6-2 (Chompers/CXT)
  - AMD K6-2-P (Mobile K6-2)
- AMD K6-III (Sharptooth)
  - AMD K6-III-P
- AMD K6-2+
- AMD K6-III+

### Процесори лінійкиK7(1999–2005)

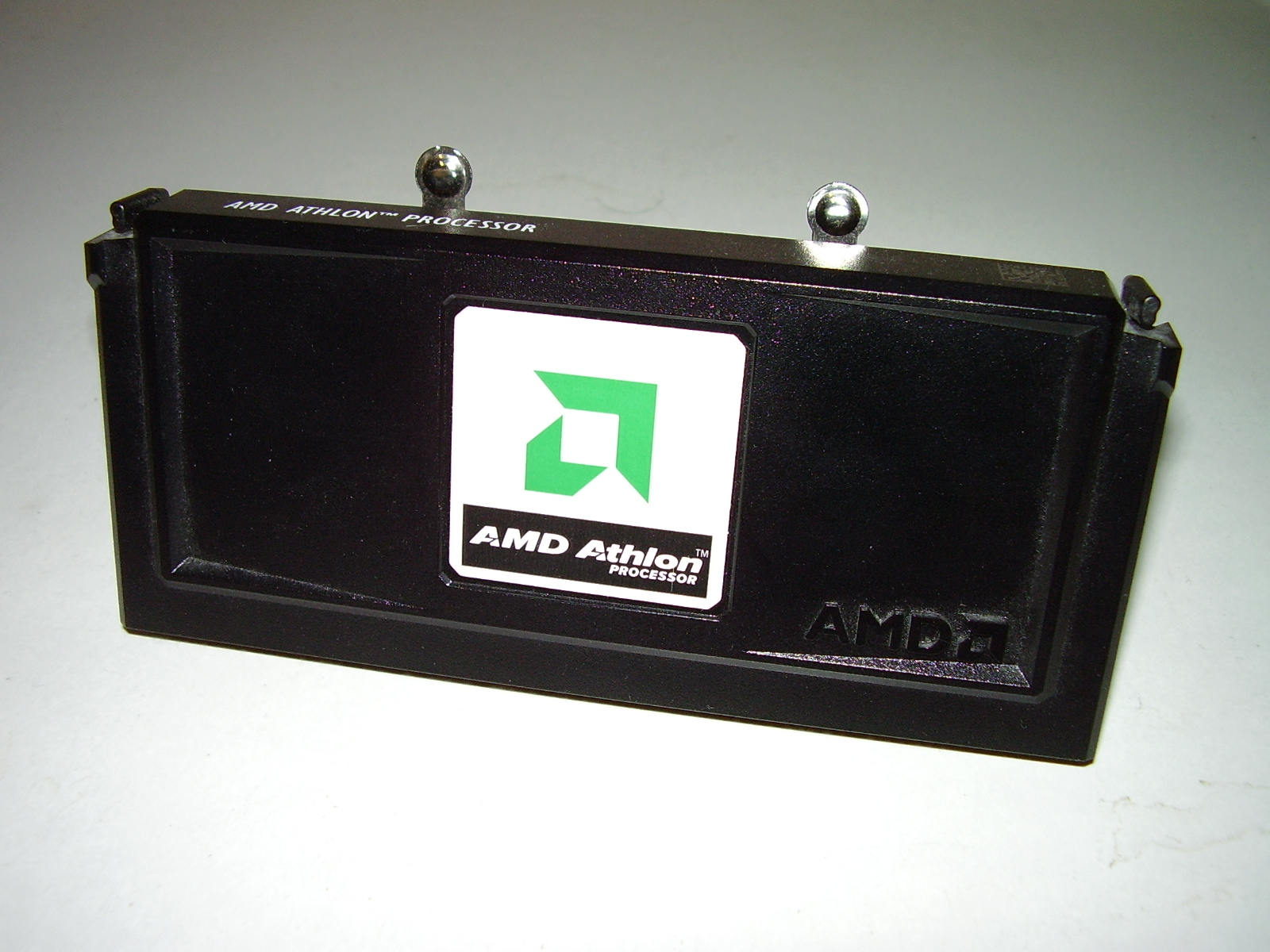
Athlon (K7)
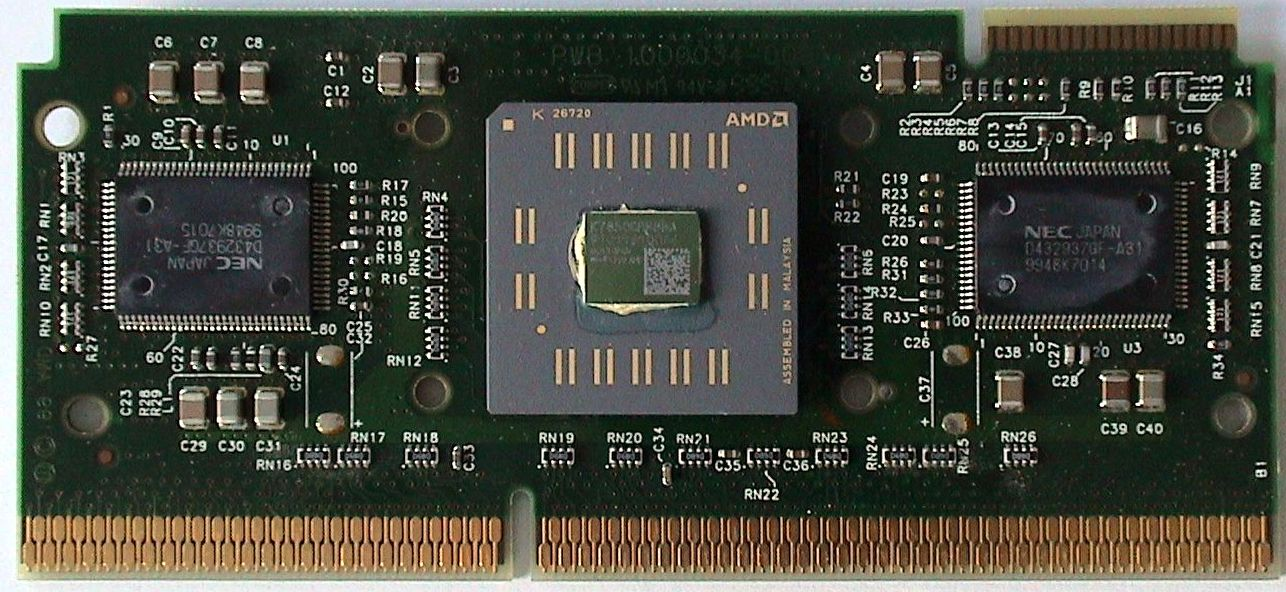
Slot-A Athlon (K75)
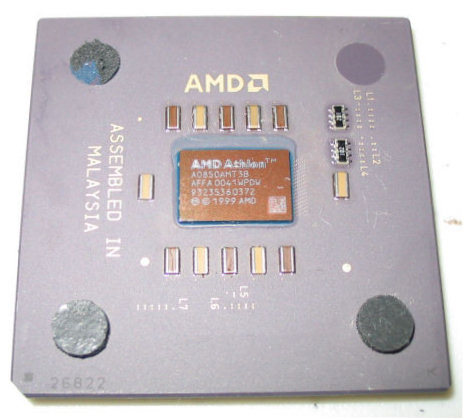
Athlon (Thunderbird)
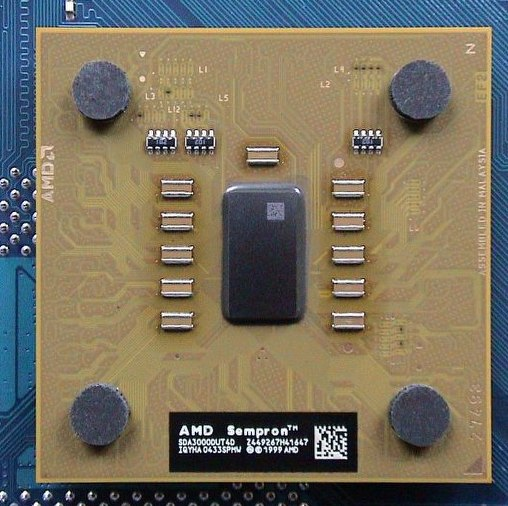
Sempron (Barton)

- Athlon (Slot A) (Argon,Pluto/Orion,Thunderbird) (1999)
- Athlon (Socket A) (Thunderbird) (2000)
- Duron (Spitfire,Morgan,Applebred) (2000)
- Athlon MP (Palomino,Thoroughbred,Barton,Thorton) (2001)
- Mobile Athlon 4 (Corvette/Mobile Palomino) (2001)
- Athlon XP (Palomino,Thoroughbred (A/B),Barton,Thorton) (2001)
- Mobile Athlon XP (Mobile Palomino) (2002)
- Mobile Duron (Camaro/Mobile Morgan) (2002)
- Sempron (Thoroughbred,Thorton,Barton) (2004)
- Mobile Sempron

### Процесори лінійкиK8(2003–)
Сімейства: Opteron, Athlon 64, Sempron, Turion 64, Athlon 64 X2, Turion 64 X2
- Opteron (SledgeHammer) (2003)
- Athlon 64 FX (SledgeHammer) (2003)
- Athlon 64 (ClawHammer/Newcastle) (2003)
- Mobile Athlon 64 (Newcastle) (2004)
- Athlon XP-M (Dublin) (2004) Note: AMD64 недієздатний
- Sempron (Paris) (2004) Note: AMD64 недієздатний
- Athlon 64 (Winchester) (2004)
- Turion 64 (Lancaster) (2005)
- Athlon 64 FX (San Diego) (1-а половина 2005)
- Athlon 64 (San Diego/Venice) (1-а половина 2005)
- Sempron (Palermo) (1-а половина 2005)
- Athlon 64 X2 (Manchester) (1-а половина 2005)
- Athlon 64 X2 (Toledo) (1-а половина 2005)
- Athlon 64 FX (Toledo) (2-га половина 2005)
- Turion 64 X2 (Taylor) (1-а половина 2006)
- Athlon 64 X2 (Windsor) (1-а половина 2006)
- Athlon 64 FX (Windsor) (1-а половина 2006)
- Athlon 64 X2 (Brisbane) (2-га половина 2006)
- Athlon 64 (Orleans) (2-га половина 2006)
- Sempron (Manila) (1-а половина 2006)
- Sempron (Спарта)
- Opteron (Santa Rosa)
- Opteron (Santa Ana)
- Mobile Sempron

### Процесори лінійки K9
Свого часу внутрішнім кодовим ім'ям для серії K9 двоядерних процесорів із підтримкою AMD64 створювався бренд Athlon 64 X2, однак AMD відсторонилися від іменування в старій K серії, хоча тепер і намагаються говорити про портфелі продуктів, призначені для різних ринків.

### Процесори лінійкиK10
- Opteron (Barcelona) (10 вересня 2007)
- Phenom FX (Agena FX) (перший квартал 2008)
- Phenom X4 (9-та серія) (Agena) (19 листопада 2007[4])
- Phenom X3 (8-та серія) (Toliman) (квітень 2008[5])
- Athlon 6-та серія (Kuma) (February 2007)
- Athlon 4-та серія (Kuma) (2008)
- Athlon X2 (Rana) (4-й квартал 2007)
- Sempron (Spica)
- Opteron (Budapest)
- Opteron (Shanghai)
- Phenom II
- Athlon II

- Opteron (Sandtiger, ядро Bulldozer)
- Swift (AMD APU, ядро K10)
- AMD APU на ядрі Bobcat[en]